# Нижний Мал
Нижний Мал — река в России, протекает в Чердынском районе Пермского края. Устье реки находится в 49 км по левому берегу реки Южная Кельтма. Длина реки составляет 19 км.
Исток реки в лесах в 13 км к северо-востоку от деревни Ольховка. Река течёт на юго-запад и запад, всё течение проходит по ненаселённому лесу. Единственный крупный приток — Средний Мал, впадает справа за несколько сот метров до впадения Нижнего Мала в Южную Кельтму.

## Данные водного реестра
По данным государственного водного реестра России относится к Камскому бассейновому округу, водохозяйственный участок реки — Кама от истока до водомерного поста у села Бондюг, речной подбассейн реки — бассейны притоков Камы до впадения Белой. Речной бассейн реки — Кама.
По данным геоинформационной системы водохозяйственного районирования территории РФ, подготовленной Федеральным агентством водных ресурсов:
- Код водного объекта в государственном водном реестре — 10010100112111100003390
- Код по гидрологической изученности (ГИ) — 111100339
- Код бассейна — 10.01.01.001
- Номер тома по ГИ — 11
- Выпуск по ГИ — 1